# Natri azide
Natri azua là một hợp chất vô cơ có công thức hóa học NaN3. Muối azua không mùi này là thành phần tạo khí trong nhiều loại hệ thống túi khí của xe hơi. Nó dùng để điều chế các hợp chất azua khác. Nó là hợp chất ion và tan tốt trong nước. Natri azua rất độc.

## Cấu trúc
Natri azua là một chất có liên kết ion. Hai cấu trúc tinh thể đã được biết là lục phương và trực thoi. Anion azua khá tương tự nhau, đối xứng qua tâm với độ dài liên kết N–N là 1,18 Å.

## Điều chế
Phương pháp điều chế thông thường là quy trình Wislicenus, xuất phát từ amonia qua 2 bước. Ở bước thứ nhất, amonia được chuyển natri amit:
2Na + 2NH3 → 2NaNH2 + H2↑
Sau đó, natri amit kết hợp với N2O:
2NaNH2 + N2O → NaN3 + NaOH + NH3
Ngoài ra còn có thể điều chế natri azua bằng phản ứng giữa natri nitrat với natri amit.

## Ứng dụng

### Dù cứu hộ tự động trong ô tô và máy bay
Công thức cũ là hỗn hợp các chất oxy hóa và natri azua cùng với các chất khác như chất gây cháy và chất gia tốc. Một bộ điều chỉnh điện tử kích nổ hỗn hợp khi xe bị đâm hay máy bay rơi:
2NaN3 → 2Na + 3N2
Phản ứng tương tự xảy ra nếu đun nóng lên khoảng 300 ℃. Kim loại natri được tạo ra mang mối nguy hiểm tiềm tàng, vì thế trong túi khí nó được biến đổi bằng phản ứng với các nguyên liệu khác như kali nitrat và silica. Cuối cùng các muối natri silicat vô hại được tạo ra. Natri azua còn dùng trong dù cứu hộ cho máy bay. Không có chất độc nào được tìm thấy từ các dù đã qua sử dụng. Các túi khí thế hệ mới chứa nitroguanidin hay tương tự có tính gây nổ kém hơn.

### Tổng hợp hữu cơ
Do khả năng gây nổ, natri azua bị giới hạn trong quy mô công nghiệp nhỏ. Trong phòng thí nghiệm, nó dùng để tạo nhóm chức azua (nitride) khi thế với các hợp chất halide. Các nhóm azua có thể bị chuyển thành amin ngay sau đó khi phản ứng khử với lithi nhôm hydride hay photphin bậc ba như triphenylphotphin theo phản ứng Staudingerr, với xúc tác niken hay hiđrô sulfide trong pyriđin.

### Tổng hợp vô cơ
Natri azua là chất phản ứng đa năng trong việc điều chế các azua khác, ví dụ như chì azua hay bạc azua dùng trong chất nổ.

### Ứng dụng trong hóa sinh và y sinh
Natri azua là một thuốc thử thăm dò, tác nhân gây đột biến và chất bảo quản hữu ích. Trong bệnh viện và phòng thí nghiệm, nó là một chất diệt khuẩn; đặc biệt quan trọng trong các thuốc thử đại trà và dung dịch nguồn, mà nếu khác đi có thể hỗ trợ sự phát triển của vi khuẩn, nơi natri azua hoạt động như chất hãm vi khuẩn bằng cách ức chế hoạt động enzim cytochrome oxidaza ở vi khuẩn gram âm; các vi khuẩn gram dương (streptococci, pneumococci, lactobacilli) về bản chất lại đề kháng được. Nó còn được dùng trong nông nghiệp để trừ dịch hại.
Azua ức chế cytochrome oxidaza bằng cách liên kết không thuận nghịch các đồng tố heme trong một quá trình tương tự hoạt động của CO. Natri azua ảnh hưởng đặc biệt đến các cơ quan hô hấp nhiều như tim và não.

## Các phản ứng
Xử lý natri azua với các axit mạnh sẽ cho axit hydrazoic, một chất rất độc:
H+ + N3- → HN3
Dung dịch chứa một lượng nhỏ hydro azua, do có cân bằng:
N3- + H2O ⇌ HN3 + OH−  (K = 10-4,6)
Natri azua có thể bị phân huỷ khi tác dụng với axit nitrơ:
2NaN3 + 2HNO2 → 3N2↑ + 2NO + 2NaOH

## An toàn
Natri azua là chất rất độc. Triệu chứng ngộ độc khá giống cyanide. Ăn vào trực tiếp qua chất rắn hay qua chất lỏng có thể đưa đến các triệu chứng sau đây chỉ sau một vài phút: thở nhanh, bồn chồn, hoa mắt, chóng mặt, người trở nên suy yếu, đau đầu, buồn nôn và nôn mửa, tim đập nhanh, mắt đỏ, chảy nước mũi, ho, bỏng da (chạm trực tiếp). Phơi nhiễm một lượng lớn natri azua có thể gây nên các ảnh hưởng khác như: co giật, huyết áp hạ, mất ý thức, tổn thương phổi, suy hô hấp dẫn đễn tử vong.